# Ewa Bończak-Kucharczyk
Ewa Bończak-Kucharczyk (ur. 15 listopada 1950) – polska działaczka samorządowa, architekt krajobrazu, specjalistka w zakresie mieszkalnictwa i nieruchomości, była wiceprezes Urzędu Mieszkalnictwa i Rozwoju Miast.

## Życiorys
Z wykształcenia architekt krajobrazu, w 1974 ukończyła studia w Szkole Głównej Gospodarstwa Wiejskiego w Warszawie. Pracowała w wyuczonym zawodzie. W stanie wojennym zajmowała się organizacją pomocy dla pozostających w ukryciu działaczy opozycji. Wchodziła w skład konspiracyjnej Tymczasowej Komisji Wykonawczej NSZZ „Solidarność” Regionu Białystok. W latach 80. współpracowała z prasą drugiego obiegu, a także zajmowała się organizowaniem pomocy dla osób represjonowanych.
Po przemianach politycznych działała w Kongresie Liberalno-Demokratycznym, była skarbnikiem krajowym tej partii. Bezskutecznie kandydowała z jej list do Senatu w 1991 oraz do Sejmu w 1993. Następnie związana z Unią Wolności, do 2005 zasiadała we władzach krajowych tej partii. Powoływana w skład organów różnych organizacji społecznych i gospodarczych (m.in. Polskiego Towarzystwa Tatrzańskiego, Podlaskiego Towarzystwa Gospodarczego, Krajowej Rady Towarzystw Gospodarczych i Krajowej Izby Gospodarczej).
Od 1990 do 1994 zasiadała w radzie miejskiej Białegostoku, od 1991 jednocześnie zajmowała stanowisko wiceprezydenta tego miasta. W latach 1998–2001 pełniła funkcję wiceprezesa Urzędu Mieszkalnictwa i Rozwoju Miast w rządzie Jerzego Buzka, zajmowała się pracami legislacyjnymi w zakresie ustaw dotyczących gospodarki przestrzennej, nieruchomości i budownictwa mieszkaniowego. W 2002 bez powodzenia ubiegała się o urząd prezydenta Białegostoku.
Była także ekspertem Banku Gospodarstwa Krajowego. Powoływana w skład rad nadzorczych różnych przedsiębiorstw komunalnych. Zajęła się prowadzeniem wykładów na uczelniach wyższych, a także działalnością doradczą, m.in. w ramach zespołu konsultantów Habitat. Była też redaktorką poświęconego mieszkalnictwu i nieruchomościom portalu minigo.pl oraz autorką zamieszczanych na nim tekstów. W 2007 weszła w skład Państwowej Rady Gospodarki Przestrzennej. W 2015 została pełnomocnikiem premiera ds. utworzenia gminy Grabówka (jednak projekt powołania tej gminy zarzucono jeszcze w tym samym roku). Ponownie powołano ją na to stanowisko w 2024.
Jest autorką publikacji naukowych, m.in. komentarzy do przepisów dotyczących gospodarki nieruchomościami, spółdzielni mieszkaniowych, własności lokali i wspólnot mieszkaniowych.

## Wyniki wyborcze
| Wybory | Komitet wyborczy | Komitet wyborczy                 | Organ                         | Okręg                    | Wynik        |
| ------ | ---------------- | -------------------------------- | ----------------------------- | ------------------------ | ------------ |
| 1991   |                  | Kongres Liberalno-Demokratyczny  | Senat II kadencji             | województwo białostockie | 22 784       |
| 1993   | Sejm II kadencji | Kongres Liberalno-Demokratyczny  | nr 4                          | 2880 (1,13%)             |              |
| 2002   |                  | KWW Białostocka Unia Samorządowa | Prezydent Miasta Białegostoku |                          | 4143 (5,57%) |

## Odznaczenia
W 1993 wyróżniona złotą odznaką honorową „Zasłużony dla Budownictwa i Przemysłu Materiałów Budowlanych”, a w 2001 odznaką honorową „Za zasługi dla budownictwa”. W 2015 została odznaczona Odznaką Honorową za Zasługi dla Samorządu Terytorialnego, a w 2018 Krzyżem Wolności i Solidarności oraz Krzyżem Kawalerskim Orderu Odrodzenia Polski.

## Publikacje
- Ustawa o gospodarce nieruchomościami. Komentarz, Wolters Kluwer Polska, Polska 2013.
- Ochrona praw lokatorów, najem i inne formy odpłatnego używania mieszkań w świetle nowych przepisów, Twigger, Warszawa 2002.
- Problemy funkcjonowania wspólnot mieszkaniowych w okresie wdrażania ustawy o własności lokali, Instytut Spraw Publicznych, Warszawa 1996.
- Spółdzielnie mieszkaniowe. Komentarz, Wolters Kluwer Polska, Warszawa 2008.
- Spółdzielnie mieszkaniowe w świetle nowych przepisów, Twigger, Warszawa 2002.
- TBS buduje mieszkania. Podręcznik, Wyd. BGK, Warszawa 1998.
- Własność lokali i wspólnota mieszkaniowa. Komentarz, Wolters Kluwer Polska, Warszawa 2010.
- Własność lokali, wspólnoty mieszkaniowe. Stan prawny i problemy praktyczne w świetle ustawy o własności lokali i innych, Twigger, Warszawa 2000.
- Zarządzanie nieruchomościami mieszkalnymi. Aspekty prawne i organizacyjneWolters Kluwer Polska, Warszawa 2008.
- Zarządzanie nieruchomościami mieszkaniowymi. Nowe regulacje ustawowe, wzory umów, wykaz pomocniczych aktów prawnych, C.H. Beck, Warszawa 2003.
- Zarządzanie nieruchomościami mieszkaniowymi. Prawa i obowiązki właścicieli, użytkowników oraz zarządców, zasady zarządzania, zagadnienia finansowe, C.H. Beck, Warszawa 2004.